# Snooker Club Neu-Ulm
Der Snooker Club Neu-Ulm e. V. ist ein Snookerverein aus Neu-Ulm.

## Geschichte
| Platzierungen (2009–2013) | Platzierungen (2009–2013) | Platzierungen (2009–2013) |
| Saison                    | Liga (Spielklasse)        | Platz                     |
| ------------------------- | ------------------------- | ------------------------- |
| 2009/10                   | Oberliga Bayern (3)       | 2                         |
| 2010/11                   | 2. Bundesliga Süd (2)     | 5                         |
| 2011/12                   | 2. Bundesliga Süd (1)     | 2                         |
| 2012/13                   | 1. Bundesliga (1)         | 5                         |

Der Snooker Club Neu-Ulm wurde 2007 gegründet. In der Saison 2009/10 erreichte er in der Oberliga den zweiten Platz und schaffte anschließend in der Aufstiegsrunde den Aufstieg in die 2. Bundesliga. Nachdem man dort 2011 Fünfter geworden war, kam man 2012 sechs Punkte hinter dem SSC Fürth auf den zweiten Platz. In der Relegation zur 1. Bundesliga verpassten die Neu-Ulmer als Zweitplatzierter hinter den Billardfreunden Berlin zunächst den Aufstieg. Da der 1. Münchner SC seine Erstligamannschaft jedoch zurückzog, stieg der SC Neu-Ulm als Nachrücker auf. Am sechsten Spieltag der Saison 2012/13 erzielte der Verein gegen die Breakers Rüsselsheim seinen ersten Bundesligasieg. Durch einen 7:1-Sieg gegen den 1. SC Limbach-Oberfrohna schaffte man am zwölften Spieltag vorzeitig den Klassenerhalt. Im Sommer 2013 meldete der Verein aus finanziellen Gründen im Zusammenhang mit dem Rückzug eines privaten Sponsors seine Mannschaften vom Spielbetrieb ab.

## Ehemalige Spieler
(Auswahl)
| - Karl-Heinz Beggel - Stefan Caspers - Sascha Diemer - Ulrich Huber - Jürgen Kesseler - Christian Kirchhoff | - Markus Milde - Andre Plonka - Holger Rehm - Thomas Schmauz - Bernd Tritscher - Mario Wehrmann |